# Monson, Massachusetts
Monson är en kommun (town) i Hampden County i delstaten Massachusetts, USA. Vid folkräkningen år 2000 bodde 8 359 personer på orten. Den har enligt United States Census Bureau en area på totalt 116,1 km².  varav 1,4 km² är vatten.